# Belene
Belene (bulharsky Белене) je město ležící v severním Bulharsku, v Dolnodunajské nížině na břehu Dunaje. Město je správním střediskem stejnojmenné obštiny a má přibližně 7 000 obyvatel.

## Historie
Na území města bylo lokalizováno více než 20 thráckých mohyl. První pocházejí z pozdního neolitu, další jsou z doby měděné a bronzové a jsou důkazem nepřetržitého osídlení těchto míst po dobu 1 200 let. Od 4. století př. n. l. až do počátku 1. století zde žil thrácký kmen Getů. Současné sídlo vzniklo na místě starověkého thráckého osídlení, později římské pevnosti a celní stanice Dimum, která existovala až do 1. století. Sídlo je doloženo v roce 1086, kdy část paulikánského obyvatelstva po potlačení povstání opustila okolí Plovdivu a usadila se tu. Ve středověku se osada nazývala Tunaburgos. Přestože v okolí byly nalezeny stopy slovanského osídlení a opevnění, trvalé osídlení z období od 5. do 15. století není doloženo jednoznačnými archeologickými nálezy.
Obec je zmiňována v osmanských matrikách z let 1479/80, kdy se jednalo o paulikánskou vesnici se 49 domácnostmi. Paulikáni, kteří zde žili, vyznávali jednu z odnoží bogomilské hereze. Na jedné straně byli proti křesťanství a na druhé straně nechtěli konvertovat k islámu. Z historie a legend je známo asi 18 jmen osady, ze středověku to jsou Pavlikjansko Belene, Beljansko a Beleni. V letech 1605 až 1620 místní paulikáni konvertovali pod vlivem misionáře biskupa Petra Solinata ke katolictví. Přijetí katolické víry mělo na rozvoj Belene příznivý vliv. Po potlačení čiprovského povstání v roce 1688 se asi 2 000 místních obyvatel přestěhovalo do Valašska, aby unikli turecké odplatě. Část z nich se nedlouho poté vrátila.
Po rusko-turecké válce v letech 1877 – 1878 Turci emigrovali a přišli sem Bulhaři z oblasti Gabrovo, Elena, Trjavna a Tarnovo. V roce 1939 byla zahájena výstavba protipovodňových hrází, jejichž výstavba trvala až do roku 1947 a celková délka dosáhla 33 km. Po uchvácení moci komunisty byl na nedalekém na ostrově Persin (znám také jako ostrov Belene) na Dunaji na jaře 1949 založen koncentrační tábor, ve kterém se měli soustředit všichni vězni v zemi, což se uskutečnilo v roce 1950, kdy byla většina ostatních táborů, jako Loveč, Kucijan, Skravena, Bosna, Buchovo a další, uzavřena a vězni v nich byli přesunuti sem. Belene bylo povýšeno na město dekretem č. 546 předsednictva ze 7. září 1964 a zdejší obština byla zřízena 22. prosince 1978. Od roku 1987 se poblíž města staví jaderná elektrárna Belene.

## Obyvatelstvo
Ve městě žije 7 110 obyvatel a je zde trvale hlášeno 7 717 obyvatel. Podle sčítání 1. února 2011 bylo národnostní složení následující:
- Bulhaři: 6 195 (93.6 %)
- Turci: 283 (4.3 %)
- Romové: 91 (1.4 %)
- ostatní: 51 (0.8 %)